# Eiras (Arcos de Valdevez)
Eiras é uma povoação portuguesa do Município de Arcos de Valdevez que foi sede da extinta Freguesia de Eiras, freguesia que tinha 3,9 km² de área e 269 habitantes (2011), e, por isso, uma densidade populacional de 69 hab/km².
A Freguesia de Eiras foi extinta em 2013, no âmbito de uma reforma administrativa nacional, tendo sido agregada à Freguesia de Mei, para formar uma nova freguesia denominada União das Freguesias de Eiras e Mei da qual é sede.

## População
| População da freguesia de Eiras | População da freguesia de Eiras | População da freguesia de Eiras | População da freguesia de Eiras | População da freguesia de Eiras | População da freguesia de Eiras | População da freguesia de Eiras | População da freguesia de Eiras | População da freguesia de Eiras | População da freguesia de Eiras | População da freguesia de Eiras | População da freguesia de Eiras | População da freguesia de Eiras | População da freguesia de Eiras | População da freguesia de Eiras |
| ------------------------------- | ------------------------------- | ------------------------------- | ------------------------------- | ------------------------------- | ------------------------------- | ------------------------------- | ------------------------------- | ------------------------------- | ------------------------------- | ------------------------------- | ------------------------------- | ------------------------------- | ------------------------------- | ------------------------------- |
| 1864                            | 1878                            | 1890                            | 1900                            | 1911                            | 1920                            | 1930                            | 1940                            | 1950                            | 1960                            | 1970                            | 1981                            | 1991                            | 2001                            | 2011                            |
| 452                             | 462                             | 467                             | 487                             | 500                             | 508                             | 480                             | 576                             | 613                             | 553                             | 514                             | 461                             | 387                             | 320                             | 269                             |

| Distribuição da População por Grupos Etários | Distribuição da População por Grupos Etários | Distribuição da População por Grupos Etários | Distribuição da População por Grupos Etários | Distribuição da População por Grupos Etários | Distribuição da População por Grupos Etários | Distribuição da População por Grupos Etários | Distribuição da População por Grupos Etários | Distribuição da População por Grupos Etários | Distribuição da População por Grupos Etários |
| -------------------------------------------- | -------------------------------------------- | -------------------------------------------- | -------------------------------------------- | -------------------------------------------- | -------------------------------------------- | -------------------------------------------- | -------------------------------------------- | -------------------------------------------- | -------------------------------------------- |
| Ano                                          | 0-14 Anos                                    | 15-24 Anos                                   | 25-64 Anos                                   | > 65 Anos                                    |                                              | 0-14 Anos                                    | 15-24 Anos                                   | 25-64 Anos                                   | > 65 Anos                                    |
| 2001                                         | 31                                           | 26                                           | 153                                          | 110                                          |                                              | 9,7%                                         | 8,1%                                         | 47,8%                                        | 34,4%                                        |
| 2011                                         | 19                                           | 27                                           | 126                                          | 97                                           |                                              | 7,1%                                         | 10,0%                                        | 46,8%                                        | 36,1%                                        |

Média do País no censo de 2001:  0/14 Anos-16,0%; 15/24 Anos-14,3%; 25/64 Anos-53,4%; 65 e mais Anos-16,4%

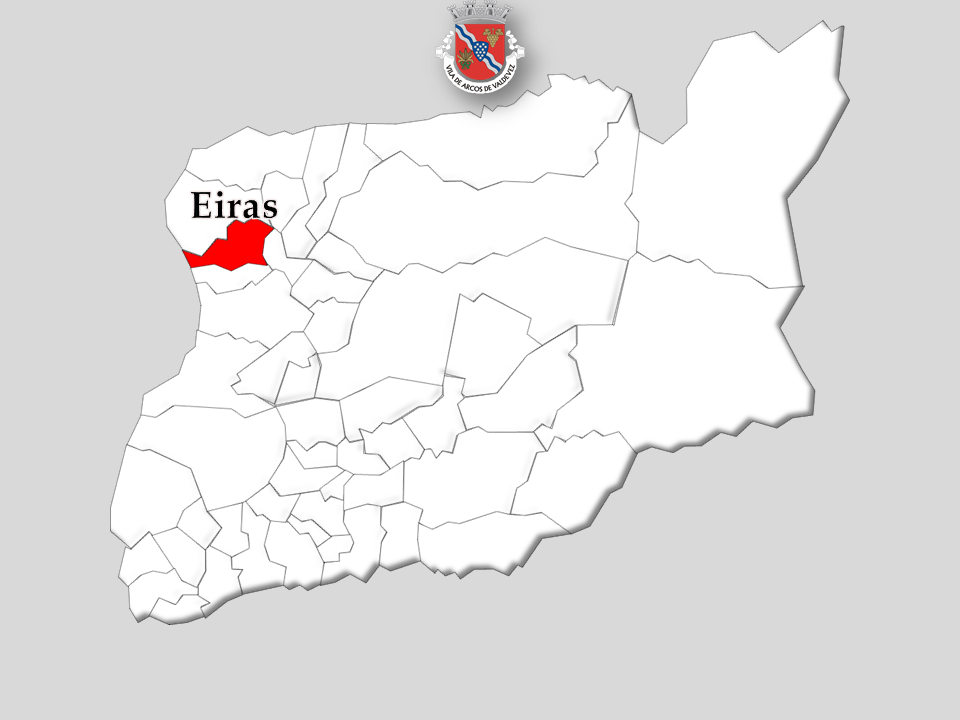
Localização no Município de Arcos de Valdevez

Média do País no censo de 2011:   0/14 Anos-14,9%; 15/24 Anos-10,9%; 25/64 Anos-55,2%; 65 e mais Anos-19,0%